# Ешюц
Е́шюц или Йе́шицы (нем. Jeschütz; в.-луж. Ješicyо файле) — деревня в Верхней Лужице, Германия. Входит в состав коммуны Гросдубрау района Баутцен в земле Саксония. Подчиняется административному округу Дрезден.

## География
Находится севернее от города Баутцен на другой стороне Баутценского водохранилища на территории биосферного заповедника «Пустоши и озёра Верхней Лужицы». Через деревню проходит автомобильная дорога 107 (Радибор — Дельня-Горка). В одном километре на востоке от деревни проходит федеральная автомобильная дорога 156 (Баутцен — Вайсвассер).
Соседние населённые пункты: на севере — деревня Мала-Дубрау, на юго-востоке — деревня Дельня-Горка коммуны Мальшвиц и на западе — деревня Хвачицы.

## История
Впервые упоминается в 1364 году под наименованием Gessicz.
До 1936 года была центром одноимённой коммуны, с 1936 по 1994 года входила в коммуну Кватиц. С 1994 года входит в современную коммуну Гросдубрау.
В настоящее время деревня входит в состав культурно-территориальной автономии «Лужицкая поселенческая область», на территории которой действуют законодательные акты земель Саксонии и Бранденбурга, содействующие сохранению лужицких языков и культуры лужичан.
Исторические немецкие наименования
- Gessicz, 1364
- Jeschicz, 1365
- Jesschicz, 1513

## Население
Официальным языком в населённом пункте, помимо немецкого, является также верхнелужицкий язык.
Согласно статистическому сочинению «Dodawki k statisticy a etnografiji łužickich Serbow» Арношта Муки в 1884 году в деревне проживало 67 человек (из них — 62 серболужичанина (92 %)).
| 1834 | 1871 | 1890 | 1910 | 1925 |
| ---- | ---- | ---- | ---- | ---- |
| 58   | 55   | 57   | 65   | 65   |